# Druim Fada (berg i Storbritannien, lat 56,89, long -5,14)
Druim Fada är ett berg i Storbritannien.   Det ligger i kommunen Highland och riksdelen Skottland, i den nordvästra delen av landet, 700 km nordväst om huvudstaden London. Toppen på Druim Fada är 734 meter över havet, eller 507 meter över den omgivande terrängen. Bredden vid basen är 8,2 km.
Terrängen runt Druim Fada är huvudsakligen kuperad.Runt Druim Fada är det glesbefolkat, med 17 invånare per kvadratkilometer. Närmaste större samhälle är Fort William, 8,7 km söder om Druim Fada. I omgivningarna runt Druim Fada växer i huvudsak blandskog.